# Чатај
Чатај (слч. Čataj) насељено је мјесто са административним статусом сеоске општине (слч. obec) у округу Сењец, у Братиславском крају, Словачка Република.

## Становништво
| Година:    | 1994. | 2004.   | 2014.    | 2024.   |
| ---------- | ----- | ------- | -------- | ------- |
| Број људи: | 952   | 972     | 1154     | 1191    |
| Разлика:   |       | +2,10 % | +18,72 % | +3,20 % |

| Година:    | 2023. | 2024.   |
| ---------- | ----- | ------- |
| Број људи: | 1210  | 1191    |
| Разлика:   |       | -1,57 % |

Према подацима о броју становника из 2011. године насеље је имало 1.105 становника.